# Alexei Popyrin
Alexei Popyrin (Sydney, 5 augustus 1999) is een Australische tennisspeler. Hij heeft twee ATP-toernooien gewonnen. Hij deed al mee aan grandslamtoernooien.

## Palmares
| Legenda                       | Legenda               |
| ----------------------------- | --------------------- |
| Grand Slam                    |                       |
| Olympische Spelen             |                       |
| tot 2009                      | vanaf 2009            |
| Tennis Masters Cup            | ATP Finals            |
| ATP Masters Series            | ATP Tour Masters 1000 |
| ATP International Series Gold | ATP Tour 500          |
| ATP International Series      | ATP Tour 250          |

### Enkelspel
| Nr.              | Datum            | Toernooi      | Ondergrond    | Tegenstanders in finale | Score            | Details |
| ---------------- | ---------------- | ------------- | ------------- | ----------------------- | ---------------- | ------- |
| Gewonnen finales |                  |               |               |                         |                  |         |
| 1.               | 28 februari 2021 | ATP Singapore | Hardcourt (i) | Aleksandr Boeblik       | 4-6, 6-0, 6-2    | Details |
| 2.               | 30 juli 2023     | ATP Umag      | Gravel        | Stan Wawrinka           | 6-7(5), 6-3, 6-4 | Details |

### Landencompetities
| Nr.              | Datum               | Toernooi  | Ondergrond    | Partner(s)                                                      | Tegenstanders in finale                                                    | Score               | Details |
| ---------------- | ------------------- | --------- | ------------- | --------------------------------------------------------------- | -------------------------------------------------------------------------- | ------------------- | ------- |
| Verloren finales |                     |           |               |                                                                 |                                                                            |                     |         |
| 1.               | 22-27 november 2022 | Davis Cup | Hardcourt (i) | Alex de Minaur Matthew Ebden Thanasi Kokkinakis Jordan Thompson | Félix Auger-Aliassime Vasek Pospisil Denis Shapovalov                      | 0-2 (2 wedstrijden) | Details |
| 2.               | 21-26 november 2023 | Davis Cup | Hardcourt (i) | Alex de Minaur Matthew Ebden Max Purcell Jordan Thompson        | Jannik Sinner Lorenzo Musetti Matteo Arnaldi Lorenzo Sonego Simone Bolelli | 0-2 (2 wedstrijden) | Details |

## Resultaten grote toernooien
| Legenda | Legenda                          |
| ------- | -------------------------------- |
| g.t.    | geen toernooi gehouden           |
| l.c.    | lagere categorie                 |
| –       | niet deelgenomen                 |
| G       | uitgeschakeld in de groepsfase   |
| 1R      | uitgeschakeld in de eerste ronde |
| 2R      | uitgeschakeld in de tweede ronde |
| 3R      | uitgeschakeld in de derde ronde  |
| 4R      | uitgeschakeld in de vierde ronde |
| KF      | uitgeschakeld in de kwartfinale  |
| HF      | uitgeschakeld in de halve finale |
| F       | de finale verloren               |
| W       | het toernooi gewonnen            |
| w-v     | winst/verlies-balans             |

### Enkelspel
| grandslamtoernooien  |      |      |      |      |      |      |   |
| Australian Open      | 1R   | 3R   | 3R   | 2R   | 1R   | 3R   |   |
| Roland Garros        | –    | 2R   | 1R   | 1R   | 1R   | 1R   |   |
| Wimbledon            | –    | 2R   | g.t. | 1R   | 1R   | 1R   |   |
| US Open              | –    | 3R   | –    | 3R   | 2R   | 1R   |   |
| ATP Masters 1000     |      |      |      |      |      |      |   |
| Indian Wells         | –    | 2R   | g.t. | 2R   | 1R   | 2R   |   |
| Miami                | –    | –    | g.t. | 3R   | 2R   | 2R   |   |
| Monte Carlo          | –    | 1R   | g.t. | 2R   | –    | 2R   |   |
| Madrid               | –    | –    | g.t. | 3R   | –    | 1R   |   |
| Rome                 | –    | –    | –    | –    | –    | 4R   |   |
| Montreal/Toronto     | –    | –    | g.t. | –    | –    | –    |   |
| Cincinnati           | –    | –    | –    | –    | –    | KF   |   |
| Shanghai             | –    | –    | g.t. | g.t. | g.t. | 1R   |   |
| Parijs               | –    | –    | –    | 3R   | –    | 1R   |   |
| olympisch            |      |      |      |      |      |      |   |
| Olympische Spelen    | g.t. | g.t. | g.t. | –    | g.t. | g.t. |   |
| statistieken         |      |      |      |      |      |      |   |
| totaal aantal titels | 0    | 0    | 0    | 1    | 0    | 1    | 0 |
| eindejaarsranking    | 147  | 97   | 113  | 61   | 120  | 40   |   |

### Dubbelspel (mannen)
| grandslamtoernooien  |      |      |      |      |      |   |
| Australian Open      | 3R   | 1R   | 1R   | 1R   | 2R   |   |
| Roland Garros        | –    | –    | 1R   | –    | 2R   |   |
| Wimbledon            | –    | g.t. | 2R   | –    | –    |   |
| US Open              | –    | –    | 1R   | 1R   | 1R   |   |
| ATP Masters 1000     |      |      |      |      |      |   |
| Indian Wells         | –    | g.t. | –    | –    | –    |   |
| Miami                | –    | g.t. | –    | –    | –    |   |
| Monte Carlo          | –    | g.t. | –    | –    | –    |   |
| Madrid               | –    | g.t. | –    | –    | –    |   |
| Rome                 | –    | –    | –    | –    | –    |   |
| Montreal/Toronto     | –    | g.t. | –    | –    | –    |   |
| Cincinnati           | –    | –    | –    | –    | –    |   |
| Shanghai             | –    | g.t. | g.t. | g.t. | 1R   |   |
| Parijs               | –    | –    | –    | –    | –    |   |
| olympisch            |      |      |      |      |      |   |
| Olympische Spelen    | g.t. | g.t. | 0    | g.t. | g.t. |   |
| statistieken         |      |      |      |      |      |   |
| totaal aantal titels | 0    | 0    | 0    | 0    | 0    | 0 |
| eindejaarsranking    | 278  | 1192 | 344  | 463  | 260  |   |

### Dubbelspel (gemengd)
| grandslamtoernooien |    |
| Australian Open     | 1R |
| Roland Garros       | –  |
| Wimbledon           | –  |
| US Open             | –  |